# Огірок Василь Михайлович
Василь Михайлович Огірок (10 січня 1994, м. Тернопіль — 12 січня 2023, біля смт Білогорівка, Луганська область) — український військовослужбовець, солдат Збройних сил України, учасник російсько-української війни. Почесний громадянин міста Тернополя (2023, посмертно).

## Життєпис
Василь Огірок народився 10 січня 1994 року в місті Тернополі.
Загинув 12 січня 2023 року біля смт Білогорівка на Луганщині. Від 12 січня 2023 року вважався безвісти зниклим.
Похований 20 лютого 2023 року на Алеї Героїв Микулинецького цвинтаря м. Тернополя.
Залишилися дружина, донька, брат та сестра.

## Нагороди
- почесний громадянин міста Тернополя (3 березня 2023, посмертно) — за вагомий особистий вклад у становленні української державності та особисту мужність і героїзм у виявленні у захисті державного суверенітету та територіальної цілісності України[1].